# Great Lakes Waterfront Trail
Le Great Lakes Waterfront Trail est un sentier à usage mixte et véloroute le long des rives canadiennes des Grands Lacs et du fleuve Saint-Laurent en Ontario, Canada. qui s'étend plus de 3 600 km depuis le canton de Prince (Ontario) (en) jusqu'à la frontière du Québec. Il relie des centaines de parcs, de plages et de forêts, ainsi qu'à plus de 100 communautés et 45 Premières Nations en Ontario. Il traverse aussi trois biosphères de l'UNESCO, 33 parcs provinciaux, cinq parcs nationaux, 21 sites historiques nationaux, 83 zones de conservation et 169 plages,,. Le tronçon à Toronto s'appelle le Martin Goodman Trail (en).
Le Great Lakes Waterfront Trail comprend des installations sur route et hors route. Environ 30 % du sentier est hors route le long du lac Ontario et du fleuve Saint-Laurent; environ 14 % est hors route sur la section du lac Érié, de la rivière Détroit et du lac Sainte-Claire; et environ 4 % sont hors route le long de son chenal nord entre Sault Sainte-Marie et Sudbury. L'itinéraire est principalement pavé, avec des sections de chemins non pavés et des routes de gravier.